# شعب أوسيني

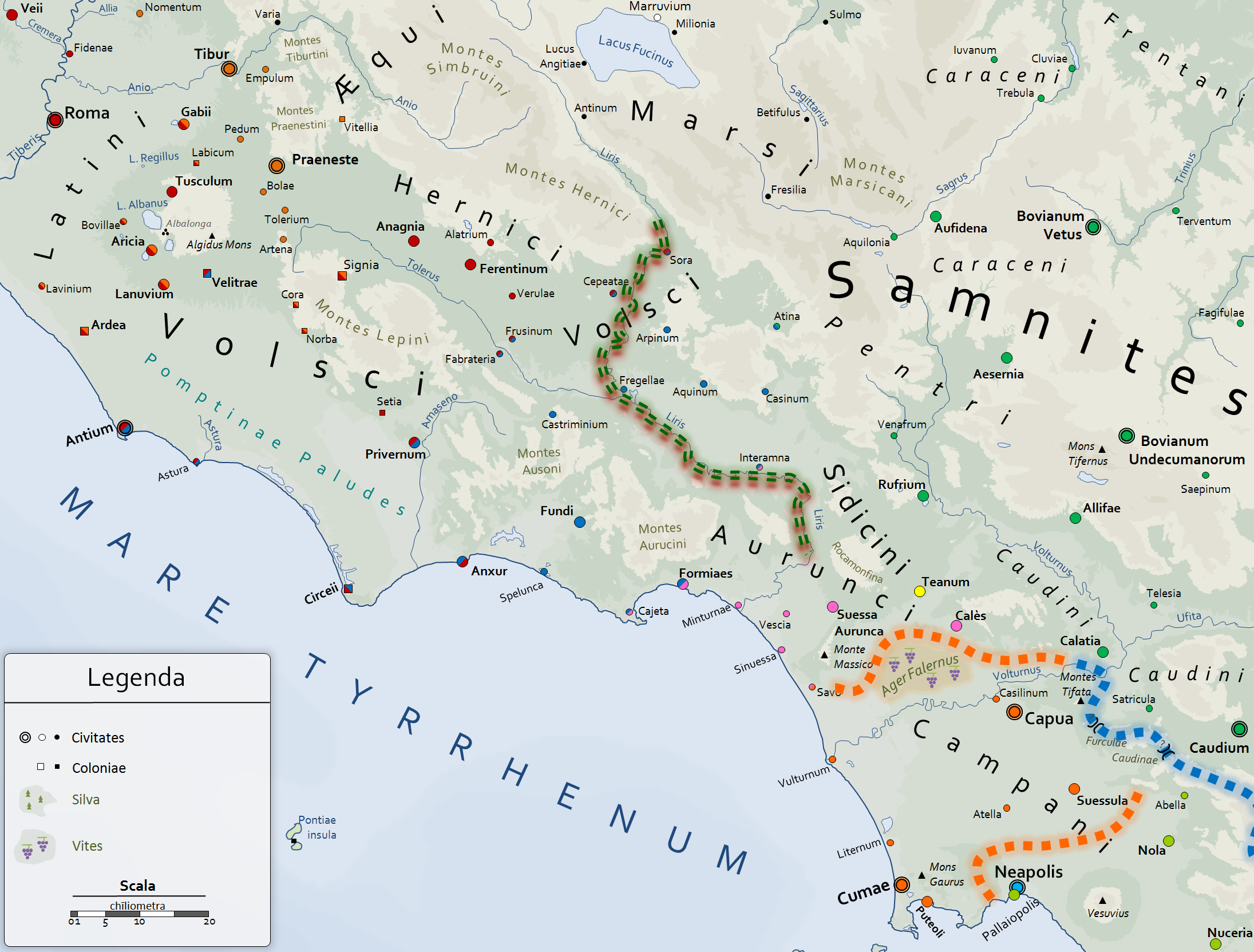

الأوسينيون (باليونانية: Αὔσονες) قبيلة إيطاليقية قديمة استقرت في الجزء الجنوبي من إيطاليا. كثيرا ما يخلط بينها و بين شعب أورونشي إلا أنهما يشتركان فقط بأصل مشترك على الأرجح.